# Club Hockey Polideportivo Benalmádena
El Club Hockey Polideportivo Benalmádena es un club deportivo español de hockey sobre hierba y sala, fundado en el año 1985, ubicado en Benalmádena, Provincia de Málaga.
Su equipo masculino compite en la División de Honor Masculina B de Hockey Hierba y el femenino en la Liga Andaluza.

## Historia
El club fue fundado en 1985 por su primera presidenta, Marleen Peso. 

## Instalaciones
El C.H. Benalmádena comenzó disputando sus encuentros y entrenando en el campo de El Tomillar en Arroyo de la Miel, campo pionero en la región por sus características de césped artificial. En 2006 se construyó el campo de Retamar (junto a la Stupa budista), con césped artificial de última generación. El campo de El Tomillar se sigue utilizando para las escuelas de hockey y para algunos partidos de las categorías inferiores; además, el Pabellón Multiusos del Polideportivo de Arroyo de la Miel sirve para las competiciones de hockey sala.

## Indumentaria
La equipación consta de una camiseta, pantalones cortos o falda-pantalón para el equipo femenino y calcetas. Los colores de la equipación del club son azul oscuro y naranja con detalles en azul celeste.